# Chiesa di Sant'Agostino (Corridonia)
La chiesa di Sant'Agostino è la parrocchiale di Corridonia, situata in via Luigi Lanzi.

## Storia e descrizione
L'interno, a navata unica, è decorato da putti a monocromo che simboleggiano le quattro stagioni. Al primo altare destro si trova la Conversione di san Paolo e a quello a sinistra la Natività, entrambe di Giovanni Francesco de Magistris (1571). In chiesa è anche una tela con la Madonna col Bambino in trono, San Paolo, San Nicola da Tolentino e un Angelo firmata da Paolo Gismondi e datata 1644.
Da questa chiesa proviene la Madonna di Corridonia di Carlo Crivelli. 